# Holopogon nigrifacies
Holopogon nigrifacies là một loài ruồi trong họ Asilidae. Holopogon nigrifacies được Bezzi miêu tả năm 1900.